# 弗蘭斯·范·德·盧格特
弗蘭斯·范·德·盧格特（荷蘭語：Franciscus Joseph Wilhelmus "Frans" van der Lugt, Peter Frans，1938年4月10日—2014年4月7日），是一名荷兰心理治疗师和耶稣会神父。
1960年间，他离开荷兰去中东，参加耶稣会，并学习阿拉伯语。1966年，去叙利亚并生活接近五十年。2014年，他因为帮助并呼吁国际社会帮助霍姆斯市民众，颇有很高声誉。
他生前居住在被围攻的高危险地区；当叙利亚百姓被撤离时，范德卢格特神父为了陪伴当地人，拒绝离开该区。。
2014年4月7日，他被努斯拉阵线的激进分子射杀，享年75岁。